# Telmatobius latirostris
Telmatobius latirostris är en groddjursart som beskrevs av Jehan Vellard 1951. Telmatobius latirostris ingår i släktet Telmatobius och familjen Ceratophryidae. IUCN kategoriserar arten globalt som starkt hotad. Inga underarter finns listade i Catalogue of Life.